# Гарденбург (Нью-Йорк)
Гарденбург (англ. Hardenburgh) — місто (англ. town) в США, в окрузі Ольстер штату Нью-Йорк. Населення — 221 особа (2020).

## Демографія
Згідно з переписом 2010 року, у місті мешкало 238 осіб у 112 домогосподарствах у складі 61 родини. Було 344 помешкання
Расовий склад населення:
| - 92,4 % — білих - 4,2 % — корінних американців - 2,1 % — азіатів |

До двох чи більше рас належало 1,3 %. Частка іспаномовних становила 2,9 % від усіх жителів.
За віковим діапазоном населення розподілялося таким чином: 18,5 % — особи молодші 18 років, 59,7 % — особи у віці 18—64 років, 21,8 % — особи у віці 65 років та старші. Медіана віку мешканця становила 50,3 року. На 100 осіб жіночої статі у місті припадало 116,4 чоловіків;  на 100 жінок у віці від 18 років та старших — 118,0 чоловіків також старших 18 років.
За межею бідності перебувало 22,3 % осіб, у тому числі 46,3 % дітей у віці до 18 років та 5,5 % осіб у віці 65 років та старших.
Цивільне працевлаштоване населення становило 109 осіб. Основні галузі зайнятості: фінанси, страхування та нерухомість — 22,0 %, сільське господарство, лісництво, риболовля — 18,3 %, освіта, охорона здоров'я та соціальна допомога — 14,7 %.